# Docteur Sleep
Pour les articles homonymes, voir Doctor Sleep.
Docteur Sleep (titre original : Doctor Sleep) est un roman de Stephen King paru aux États-Unis le 24 septembre 2013 puis en France le 30 octobre 2013. Il fait suite à Shining publié aux États-Unis en 1977 et en France en 1979. King évoqua pour la première fois l'idée de ce roman en novembre 2009. Le site internet officiel de l'auteur confirma le projet le 26 septembre 2011.

## Résumé
Après avoir échappé à l'hôtel Overlook, Danny Torrance a appris de Dick Hallorann comment enfermer les fantômes qui persistent à le hanter dans une prison mentale. Devenu adulte, Danny, qui a hérité de l'alcoolisme de son père et lutte avec plus ou moins de succès contre ce penchant, passe de petit boulot en petit boulot et n'arrive pas à se fixer. Il finit par arriver dans une petite ville du New Hampshire et se lie d'amitié avec Billy Freeman, un mécanicien. Danny trouve un emploi d'infirmier à l'hospice local et réussit à rester sobre avec l'aide de Billy et celle des Alcooliques anonymes. Sa sobriété permet à ses capacités psychiques longtemps réprimées de refaire surface et il s'en sert pour apporter du réconfort à ses patients mourants, acquérant ainsi le surnom de Docteur Sleep.
Alors que les années passent, deux autres histoires se développent. On suit d'une part les pérégrinations de la tribu du Nœud Vrai, un groupe de voyageurs presque immortels qui traversent le pays en camping-cars et se nourrissent d'enfants possédant le Don (appelé le Shining dans le roman homonyme) en les torturant à mort ; et d'autre part les premières années de vie d'Abra Stone, une petite fille qui manifeste dès son plus jeune âge un Don d'une puissance inégalée et établit un lien télépathique avec Danny. À dix ans, Abra assiste psychiquement à la torture et au meurtre d'un jeune garçon par la tribu du Nœud Vrai. Deux ans plus tard, elle découvre son identité : Bradley Trevor, et ses recherches psychiques la mènent à Rose Claque, dirigeante de la tribu, qui prend conscience de la menace.
Abra demande de l'aide à Danny et tous deux se rencontrent, nouant des liens très forts. De son côté, Rose Claque localise Abra et organise une expédition menée par Papa Skunk, son bras droit et amant, pour l'enlever. Le Nœud Vrai a en effet de plus en plus de mal à se procurer la « vapeur » qui les nourrit, et ses membres commencent à mourir de la rougeole contractée en se nourrissant de Bradley. Danny, conscient du danger qui menace Abra, persuade Billy, John Dalton, le médecin de famille d'Abra, et David Stone, le père de celle-ci, de l'aider. Les quatre hommes montent un piège dans lequel tombent les membres de l'expédition du Nœud Vrai, sauf Papa Skunk qui enlève la petite fille. Danny la retrouve mentalement, échange son esprit avec le sien et tue Skunk. Pour en finir, Danny rend visite à Concetta, l'arrière-grand-mère   d'Abra mourant d'un cancer, et recueille la vapeur de son dernier souffle. Il apprend à cette occasion que Lucy, la mère d'Abra, est la fille illégitime de Jack Torrance, son propre père.
Danny, très affaibli, et Billy partent pour le Colorado, où la tribu du Nœud Vrai a établi un campement sur l'ancien emplacement de l'hôtel Overlook. Danny libère la vapeur cancéreuse qu'il conservait en lui sur les membres de la tribu qui meurent instantanément. Danny et Abra, venue l'aider par la projection astrale, luttent psychiquement contre Rose, la dernière d'entre eux, et finissent par la vaincre au terme d'un long combat mental. Lors de l'épilogue, Danny fête ses quinze ans de sobriété et assiste au quinzième anniversaire d'Abra. Celle-ci présente des tendances au comportement violent hérité de Jack Torrance et Danny lui donne de précieux conseils pour y résister. De retour à l'hospice, Danny réconforte dans ses derniers instants un collègue mourant avec qui il avait de mauvaises relations.

## Personnages
Danny Torrance : Fils unique de Jack et Wendy Torrance, Danny pensait avoir définitivement tiré un trait sur le terrible hiver au cours duquel son père a failli l'assassiner. Mais, bien que débarrassé des fantômes qui l'avaient suivi une fois l'Overlook détruit, Danny doit affronter un danger plus périlleux encore, lui-même. Marchant sur les traces de son père, il s'abandonne à la boisson dans l'espoir qu'elle étouffe son Don, et mène une existence violente et débauchée. Pris en main par deux hommes alors qu'il vient d'échouer dans la petite ville de Frazier, Danny remonte la pente en suivant le credo des Alcooliques Anonymes. Travaillant à l'hospice de Revington comme aide-soignant, il devient Docteur Sleep et met son Don particulier au service des mourants. Sa rencontre avec Abra Stone via le Shining crée un lien très fort entre eux. Ce lien se renforce d'autant plus que la jeune fille a attiré l'attention du Nœud Vrai, un groupe de voyageurs non-humains se nourrissant de l'essence spirituelle d’enfants doués du Shining. Devant l'impuissance des parents d'Abra, Danny n’a d’autre solution que d’aider la jeune fille. Entouré des amis qui l’ont aidé à sortir de l’alcoolisme, lui et Abra parviennent à détruire le Nœud Vrai, la confrontation finale ayant lieu à l'endroit même où sa propre famille a failli être détruite 30 ans auparavant. La fin du roman le montre enfin apaisé et prêt à laisser les rênes à Abra Stone, comme Dick Hallorann l’a fait avec lui de nombreuses années auparavant.
Le personnage de Danny est donc fidèle à la conception de l'anti-héros chère à Stephen King : « Tout homme a ses propres démons, et aussi puissant que soient ses pouvoirs, seul il est faible car dénué de toute volonté. C'est de la famille que vient ensuite le salut, là où l'individu seul a perdu ses repères ».
Déjà dans Shining, Stephen King avait abordé la famille comme symbole suprême de l'échec de John « Jack » Torrance. Dans Docteur Sleep, la famille est à nouveau au centre de l'intrigue puisque le « héros », Danny Torrance, commence par reproduire le même schéma qui a conduit son père au désespoir. Il se coupe de sa famille naturelle, s'abandonne à une vie violente et alcoolique avant d'être sorti du ruisseau par une nouvelle famille d'adoption (les Alcooliques Anonymes). Par la suite, il retrouve enfin une vraie famille en apprenant sa parenté avec Lucy Stone, la mère d'Abra.
Abra Stone : Âgée de 13 ans, c'est une jeune fille d'apparence timide, mais à la personnalité bien trempée. Douée du Shining à un degré qui dépasse celui de Danny, Abra a grandi avec ce Don causant à de nombreuses reprises la frayeur de ses parents. Comme Danny, ses capacités s'altèrent légèrement avec les années, mais elle arrive encore à ressentir les pensées et les souffrances des disparus même plusieurs années après leur mort. Témoin involontaire d'un meurtre du Nœud Vrai, Abra focalise l'attention du chef de cette tribu, Rose « Claque » O’Hara, qui n'aura dès lors de cesse de la retrouver pour exploiter son Don. Abra noue également un lien très fort avec Danny Torrance, seul être réellement capable de comprendre ce qu'elle ressent. Lorsque le Nœud Vrai entreprend de la traquer, Abra se révèle pleine de ressources, n’hésitant pas à attaquer directement Rose Claque lorsque celle-ci s’insinue dans sa tête. Elle parvient également, grâce à Danny, à tuer l’un des chefs du Nœud Vrai, Henry « Skunk » Rothman, après que celui-ci l’a enlevée. Après la disparition du Nœud Vrai, Abra semble plus prête que jamais à affronter sa future vie d’adulte. Comme Danny avec Dick Hallorann plusieurs années avant elle, elle peut non seulement compter sur sa famille pour la soutenir, mais aussi sur un père spirituel avec qui partager son secret. À la différence de Danny, seul face à la folie de son père et aux fantômes de l’Hôtel Overlook, Abra Stone est plus « mûre » lorsqu’elle affronte le péril mortel. Sa maîtrise du Don lui permet à plusieurs occasions de tendre des pièges psychiques à ses ennemis, jouant sur leurs frustrations ou leurs peurs, comme l’Overlook avait pu le faire avec John « Jack » Torrance. Abra peut également compter sur une famille à l’abri du besoin, malgré la faiblesse psychologique de sa mère, et sur un allié de poids. Elle va ainsi au devant du danger pour l’affronter, là où Danny Torrance n’avait pas eu le choix.
Rose « Claque » O’Hara : Rose O’Hara est la dirigeante du Nœud Vrai, une femme d’une grande beauté portant un chapeau haut-de-forme. On sait peu de choses de ses origines: elle serait Irlandaise, elle possède une seule dent, semblable à une défense, qui n’est visible que lorsqu’elle aspire la vapeur de ses victimes, et comme de nombreux membres du Nœud Vrai, elle serait âgée de plusieurs centaines d’années. À bord de son impressionnant camping-car « Earth Cruiser », Rose Claque guide sa tribu sur les routes d’Amérique, cherchant de nouvelles victimes grâce à ses pouvoirs de télépathie (que l’on peut d’ailleurs assimiler au Shining) et à ceux des membres de sa tribu. Très imbue d’elle-même et des pouvoirs du Nœud Vrai, Rose Claque méprise les humains qu’elle appelle « pecnos ». Cette arrogance la conduit d’échecs en échecs et elle perd successivement les membres de sa famille, jusqu’au dénouement final où elle se voit contrainte d’affronter elle-même Abra. Sa mort est d’autant plus humiliante que, tout au long du roman, elle semble systématiquement avoir un tour d’avance sur ses adversaires. Elle est pourtant incapable d’empêcher sa défaite et avec elle, c’est la tribu entière qui disparait.
Le Nœud Vrai : Le Nœud Vrai est un rassemblement d’individus spéciaux formant une véritable « famille » unie par un amour sincère entre tous ses membres. Les membres du Nœud Vrai ne sont plus humains au sens où le rituel qui leur permet d’intégrer la famille (appelé le « retournement ») les condamne également à se nourrir d’une substance psychique (la « vapeur ») pour continuer à vivre éternellement. Chaque membre de cette tribu possède un talent propre qui le rend utile au groupe, généralement pour pister et traquer leurs victimes. Rose, leur dirigeante, est une puissante télépathe. Son amant Henry est capable de se synchroniser avec l’esprit de sa victime pour anticiper ses mouvements et l’influencer. Andrea « Andi la Piquouse » Steiner peut endormir ses victimes par sa seule voix.
Dotée de moyens matériels presque illimités comprenant des villes quasi privées, la tribu du Nœud Vrai semble attirée par les lieux dégageant une énergie sombre. L’emplacement de l’ancien hôtel Overlook a été aménagé en camping et leur appartient. C’est sur ce terrain qu’a lieu la confrontation finale.
Généralement discrets, ses membres ont cependant recours au meurtre sauvage afin de s’assurer une nourriture abondante et de qualité. Toutefois, le Nœud Vrai ne peut empêcher sa déliquescence à partir du meurtre de Brad Trevor, dont l’essence contaminée par la rougeole empoisonne peu à peu tous les membres. Dans une course contre la montre, le Nœud mobilise tous ses moyens pour mettre la main sur Abra Stone, mais échoue dans toutes ses tentatives avant de voir ses membres mourir les uns après les autres.

## Informations générales
Le 19 novembre 2009, lors d'une tournée promotionnelle à Toronto en Ontario pour son dernier roman Dôme, lors d'une lecture au Canon Theatre présidée par le cinéaste David Cronenberg, Stephen King révéla au public une idée pour un roman qui ferait suite à son roman Shining, l'enfant lumière paru en 1977. L'histoire, dit King, suivrait un personnage du roman original, Daniel Anthony Torrance, maintenant âgé d'une quarantaine d'années et vivant dans le Grand New York ; il travaille comme aide-infirmier dans un hospice où il vient en aide aux patients en phase terminale en utilisant des pouvoirs extraordinaires.
Plus tard, le 1er décembre 2009, Stephen King publia un sondage sur son site officiel en demandant aux visiteurs quel roman ils préféreraient voir publier en premier entre Doctor Sleep et La Clé des vents. Le vote prit fin le 31 décembre 2009. Docteur Sleep obtint un nombre de votes plus importants, soit 5861 votes contre 5812 pour La Clé des vents.
Le 23 septembre 2011, Stephen King reçut le Mason Award à l'événement Fall for the Book de l'université George Mason à Fairfax en Virginie, au cours de laquelle il lut un extrait de Docteur Sleep. Le site internet de Stephen King a confirmé trois jours plus tard que King était en train de travailler sur son nouveau roman. Son premier brouillon fut terminé au début de novembre 2011.
Le 19 février 2012, King lut le début de Docteur Sleep au Savannah Book Festival, à Savannah, Géorgie. Publiée le 24 avril 2012, la version audio du roman La Clé des vents contient le prologue de Docteur Sleep lu par l'auteur lui-même. Quant à la version numérique de la nouvelle In the Tall Grass, écrite par King et son fils Joe Hill, elle contient le texte de ce prologue.
Dans une interview publiée dans Entertainment Weekly, King révèle avoir collaboré avec le chercheur Rocky Wood pour travailler l'histoire entre Shining et Docteur Sleep.
L'histoire a été en partie inspirée par Oscar, un chat thérapeute qui est capable de prédire la mort des patients en phase terminale ; à cela, King dit "Je me suis dit : « Je veux écrire une histoire sur ce sujet. Et puis j'ai fait le rapprochement avec Danny Torrance en tant qu'adulte, travaillant dans un hospice. »" "J'ai pensé : « C'est de cette façon que je vais écrire ce livre. [...] C'est comme si le chat était la transmission et Danny, le moteur. »"

## Informations sur la publication
Le 8 mai 2012, le site officiel de Stephen King a annoncé une date de publication provisoire au 15 janvier 2013. Le livre est disponible en pré-commande le même jour, avec un nombre de 544 pages (ISBN 978-1-4516-9884-8). Toutefois, la date exacte a été retirée le lendemain avec l'affirmation selon laquelle une date de sortie postérieure est prévue, et les articles en pré-commande ont été supprimés. En effet, Stephen King n'était pas satisfait de son histoire et décida de la retravailler. Le 18 septembre 2012, la publication est annoncée pour le 24 septembre 2013. Cemetery Dance Publications publie également le roman en édition limitée sous trois formes : Gift edition (limitée à 1750 exemplaires), Limited edition (limitée à 700 exemplaires) et Lettered edition (limitée à 52 exemplaires), à savoir que les deux dernières éditions sont signées par Stephen King et les illustrateurs.
Le 1er mars 2013, le site internet de Stephen King dévoile la couverture de Docteur Sleep.
Le 12 septembre 2013, les éditions Albin Michel annoncent la venue de Stephen King en France en novembre 2013, et par la même occasion, la publication de Docteur Sleep au 30 octobre 2013.

## Accueil

### Ventes
Le roman est entré directement à la 1re place de la New York Times Best Seller list le 13 octobre 2013. Il est resté 21 semaines dans ce classement, dont trois passées à la première place. Il se classe à la 2e place des meilleures ventes de fiction aux États-Unis en 2013 avec plus de 942 000 exemplaires vendus.

### Critique
Il fait partie de la liste des meilleurs romans de l'année 2013 du New York Times et du Guardian. La revue Lire l'a désigné comme le meilleur roman fantastique de l'année, affirmant que « certes, Docteur Sleep est manichéen » mais que ce défaut est largement compensé par la « maestria narrative, grâce à laquelle King nous déroute, nous retourne toujours, et fait claquer ses effets spéciaux, sa provocation, sans oublier un réalisme poisseux et un hypnotisme ahurissant ». Pour Sabrina Champenois, de Libération, King est « en pleine forme » et son humour « fait passer outre certaines balourdises, contrebalance le pathos, la rédemption, l’ode à la différence ». Il « évite ici le manichéisme » car « la Tribu du Nœud Vrai est attachante. Un amas de branques mais si proches de nous, à la fois prétendants à l’immortalité et nostalgiques ». Cécile Mury, de Télérama, évoque « une aventure picaresque, pleine de rebondissements » où « King prouve encore une fois qu'il est un conteur diabolique, capable de nous éblouir avec de la poudre de perlimpinpin comme de nous faire toucher la réalité la plus poisseuse » avec ce « récit de genre, joyeusement assumé comme tel, concocté pour effrayer et divertir ».
Du côté des critiques négatives, Tasha Robinson, de The A.V. Club lui donne la note de C-, estimant que c'est un livre « incohérent et désordonné qui donne un sentiment d'inachevé » et que King n'arrive pas à « maintenir une tension efficace ». Gregory Drake, de Bifrost, évoque un roman sympathique mais qui n'apporte rien de neuf et dénonce essentiellement la « piètre qualité de la traduction » française qui dénature l'œuvre.

### Distinctions
Docteur Sleep a remporté le prix Bram Stoker du meilleur roman 2013 et le Goodreads Choice Award 2013 du meilleur livre d'horreur.

## Adaptation cinématographique
L'adaptation du roman est sortie au cinéma le 30 octobre 2019 en France et le 8 novembre 2019 aux États-Unis, avec Mike Flanagan chargé de la réalisation et Ewan McGregor dans le rôle de Danny Torrance adulte.

## Éditions françaises
Édition originale
- Stephen King (trad. de l'anglais par Nadine Gassié), Docteur Sleep : roman [« Doctor Sleep »], Paris, éd. Albin Michel, 30 octobre 2013, 586 p., 24 cm (ISBN 978-2-226-25200-5, BNF 43698741)

Livre audio
- Stephen King (trad. de l'anglais par Nadine Gassié), Docteur Sleep [« Doctor Sleep »], Paris, éd. Audiolib, 15 janvier 2014 (ISBN 978-2-35641-645-2, BNF 43741655)Texte intégral ; narrateur : Julien Chatelet ; support : 2 disques compacts audio MP3 ; durée : 18 h 44 min environ ; référence éditeur : Audiolib 25 1692 0.

Édition au format de poche
- Stephen King (trad. de l'anglais par Nadine Gassié), Docteur Sleep [« Doctor Sleep »], Paris, Librairie générale française, coll. « Le Livre de poche », 4 mars 2015, 768 p., 18 cm (ISBN 978-2-253-18360-0)